# Jacques-Antoine-Hippolyte de Guibert
Pour les articles homonymes, voir Guibert.
Jacques-Antoine-Hippolyte, comte de Guibert (parfois aussi François-Apolline de Guibert), né le 12 novembre 1743 à Montauban et mort le 5 mai 1790 à Paris, est un officier général, tacticien et écrivain français, membre de l'Académie française.
Commençant sa carrière militaire sous les auspices de son père, officier de fortune, Jacques-Antoine-Hippolyte comte de Guibert atteindra le grade de maréchal de camp, c'est-à-dire d’officier général. Conseiller du secrétaire d'État à la guerre, il théorise un nouveau mode de manœuvre des troupes au combat : il recommande dans l'ordre serré d'utiliser habituellement la ligne ou ordre mince, qui favorise la puissance de feu, et de réserver  la colonne traditionnelle ou ordre profond, pour le choc avec l'ennemi.
Auteur dramatique, prisé des salons littéraires de son temps, comme celui de Julie de Lespinasse, il reste surtout un écrivain militaire, tacticien  reconnu, dont l’Essai général de tactique est passé à la postérité et a inspiré Napoléon Bonaparte. Il est élu à l'Académie française au fauteuil no 30 où il remplace le 15 décembre 1785, Antoine Léonard Thomas. Il meurt soudainement le 6 mai 1790. 
Sa veuve, Louise-Alexandrine Boutinon des Hayes,  femme d'esprit, publie à titre posthume son œuvre intégrale.

## Biographie

### Jeunesse et vie militaire d'un officier brillant (1743-1769)
Guibert naît le 12 novembre 1743 dans une famille de petite noblesse récente de Montauban. Son père Charles-Benoît (23 mars 1715 - 5 décembre 1786) est un militaire issu de la bourgeoisie montalbanaise. Sa mère, Suzanne Rivail, dame de Rivallière, mariée le 1er mars 1742, est fille d'un capitaine des Gardes suisses originaire de Romans-sur-Isère. Il est l'aîné, cinq sœurs suivront. 
Officier de fortune car soldat de valeur, son père est repéré notamment par le maréchal de Broglie qui en fait son aide de camp. Suivant les pas de son père, Jacques Antoine Hippolyte entre en 1756, à l'âge de treize ans, au régiment d'Auvergne avec le grade de lieutenant. Il devient capitaine en 1758 et prend part à la guerre de Sept Ans. Il se signale à la bataille de Rossbach, en 1757, et à celle de Minden, deux ans plus tard.
Il participe à l'expédition en Corse, comme aide-major général de l'armée. Il obtient le grade de colonel, le 11 mars 1769 et s'illustre à la bataille de Ponte-Novo, victoire française qui marque la conquête définitive de la Corse par la France. Le 10 août 1769, le comte de Vaux obtient la création d'une Légion Corse dont Guibert reçoit le commandement. Sur sa notation, on peut lire :  « A de l'esprit, fait pour être avancé, sera propre à tout ».
À l'issue des combats en Corse, il est décoré de la croix de Saint-Louis.

### Des salons au ministère de la guerre, un esprit visionnaire (1769-1776)
Il publie à Liège son Essai général de tactique, accompagné d'un Discours où il se propose « ...de tracer le tableau politique et militaire de l’Europe » et en particulier de sa Nation en considérant « sa constitution, ses moyens, son génie, la situation de son militaire... J'oserai parler de son administration, dévoiler ses abus, en chercher les remèdes, élever enfin l'édifice d'une constitution, à la fois politique & militaire... » Par prudence, il se retire en Prusse en attendant de voir l'effet que son ouvrage aura sur l'opinion, : c’est ainsi qu'en 1773, Frédéric II le Grand reconnaît en lui un grand tacticien avec lequel il converse souvent sur les questions militaires. Toulongeon publiera ultérieurement son Journal d'un voyage en Allemagne (1803).
Ayant observé les méthodes de défense raisonnée et scientifique utilisées par l'armée prussienne, qui rejoignent ses idées, qu'il résume plus tard dans sa Défense du système de guerre moderne, il rentre en France et est appelé au ministère de la guerre en 1775. Il coopère alors avec le comte de Saint-Germain dans une série de réformes de l'armée française, notamment du règlement d'exercice et de manœuvre de 1776.
La période est faste pour Jacques-Antoine-Hippolyte qui par ailleurs se marie le 1er mars 1775, dans la chapelle du Château de Chenonceau, avec Alexandrine Louise Boutinon des Hayes, cousine par alliance du fermier général Dupin de Francueil, issue d'une famille d'officier, enrichie dans la ferme des tabacs. Ce mariage d'établissement se double d'une union sentimentale solide. Les époux sont sincèrement épris l'un de l'autre et la mariée est autant une femme d'esprit qu'elle a de beaux atours. Le 10 décembre 1776, son père Charles-Benoît est anobli dans le Saint-Empire romain germanique avec le titre de comte, titre de noblesse qui lui est reconnu par le roi en France. Il est fils aîné de comte, marié et établi, en pleine ascension.

### Un esprit en guerre, mort prématurément (1777-1790)
En 1777, à la disgrâce de Saint-Germain, Guibert est également évincé du ministère, et il reçoit le commandement du régiment de Neustrie. Dans cette semi-retraite, il défend vigoureusement son ancien chef Saint-Germain contre ses détracteurs. Moins soucieux de plaire, « en 1777, M. de Guibert composa Anne de Boleyn, sa troisième tragédie, où il peint avec autant d'énergie que d'éloquence le caractère despotique de Henri VIII et la piété courageuse d'Anne de Boleyn», écrit madame de Guibert lorsqu'elle la publie en 1822. Avec l' Éloge du Chancelier de L'Hospital (1777), dans lequel il développe des idées politiques novatrices, puis Défense du système de guerre moderne (1779), critique en règle de la politique militaire menée et parachèvement des idées son Essai général de tactique, Guibert voit son entrée à l'Académie française repoussée. 
Guibert, toujours colonel, retourne à sa vie militaire. Le 1er mars 1783, son père est nommé 11e gouverneur et inspecteur général des Invalides et est élevé en 1784 au rang de Lieutenant Général des armées du Roi. Il va l'accompagner dans ses inspections. 
Il est élu à l’Académie française le 15 décembre 1785, et reçu par le marquis de Saint-Lambert le 13 février 1786. À la veille de la Révolution, il est rappelé au conseil de l’administration de la guerre en 1787 dont il devient la cheville ouvrière. En 1788, il est nommé maréchal de camp et inspecteur divisionnaire d'infanterie de l'Artois ; mais il subit à son tour des attaques : les réformes qu’il introduit le rendent impopulaire. Candidat en janvier 1789 à la députation de la noblesse du bailliage de Bourges pour les États Généraux de 1789, il est hué et obligé de quitter l’assemblée. Le mémoire en défense qu'il publie pour l'occasion n’a aucun écho ; très affecté de cet échec politique, il est emporté par une courte maladie le 6 mai 1790 et enterré au cimetière Saint-Joseph.
L’œuvre de Guibert a eu une grande influence sur les conceptions militaires de Napoléon, qui avait lu et médité ses écrits,.

## Écrits
Dans ses écrits, Guibert préconise la réduction du coût des armées en proposant notamment de ravitailler les hommes avec des ressources sur place aux dépens des populations locales. Néanmoins, il s'oppose au pillage, il préconise le recours à des ententes avec les pouvoirs locaux par exemple.

### L’Essai général de tactique
En 1770, il publie à Londres Essai général de tactique qui est un succès en Angleterre et en Allemagne et est même traduit en persan. Il est considéré comme l'un des meilleurs essais sur la guerre rédigé par un soldat durant cette période. Il est abondamment commenté dans les salons jusqu'en 1871. Indépendamment des questions techniques, son point de vue éclairé est largement repris à travers toute l'Europe, spécialement dans la période 1763-1792. Il pressentait ainsi la révolution imminente dans l'art de la guerre, une révolution que les tacticiens, eux-mêmes n'avaient pas vu venir, comme le service militaire ; prévision accomplie presque à la lettre vingt ans après la mort de Guibert.

### L'auteur dramatique
Auteur dramatique médiocre, il a néanmoins laissé des éloges, entre autres celui de Julie de Lespinasse qui éprouva pour lui une vive passion, et celui du roi de Prusse. Le triste sort de sa pièce le Connétable de Bourbon, écrite en 1775, était le point prépondérant dans le refus de Guibert de faire jouer ses autres tragédies : Les Gracques et Anne de Boleyn.
La réception paradoxale du Connétable de Bourbon démontre l'hiatus qui sépare l'esthétique mondaine des salons de celle de la Cour de Louis XVI. En fait, cette œuvre a d'abord connu un grand succès dans les salons de l'époque et fut même vantée auprès de la reine Marie-Antoinette, qui a fini par la soutenir et la faire jouer à la Cour.

## Publications
- Essai général de tactique, précédé d'un discours sur l'état actuel de la politique et de la science militaire en Europe : avec le plan d'un ouvrage intitulé : La France politique et militaire, Londres, Les Libraires Associés, 1770, 1772. réédition : 2004. (lire en ligne)
- Éloge du maréchal de Catinat, Edimbourg, 1775, réédition : 1978 (lire en ligne)
- Observations sur la constitution militaire et politique des armées de S. M. prussienne, avec quelques anecdotes de la vie privée de ce monarque (1777)
- Éloge historique de Michel de L'Hospital : chancelier de France, 1777. réédition : 1978. (lire en ligne)
- Défense du système de guerre moderne, ou réfutation complète du système de M. de M... D... (1779)
- Le Connétable de Bourbon : tragédie en 5 actes, Paris, 1785, 1786 (lire en ligne)
- Éloge du roi de Prusse : par l'auteur de l'Essai général de tactique, Londres, 1787, réédition : 1978 (lire en ligne)
- De la Force publique considérée dans tous ses rapports (1790)
- Journal d'un voyage militaire fait en Prusse dans l'année 1787 (1790)
- Journal d'un voyage en Allemagne fait en 1773 par G.-A.-H. Guibert, ouvrage posthume publié par sa veuve et précédé d'une notice historique sur la vie de l'auteur (2 volumes, 1803)
- avec Louise-Alexandrine de Guibert, Œuvres militaires de Guibert : publiées par sa veuve sur les manuscrits et d'après les corrections de l'auteur, t. 1 sur 5, Paris, Magimel, 1803 (lire en ligne)
- avec Louise-Alexandrine de Guibert, Voyages de Guibert dans diverses parties de la France et en Suisse, faits en 1775, 1778, 1784 et 1785 : ouvrage posthume publié par sa veuve, Paris, d'hautel, 1806 (lire en ligne)
- avec Louise-Alexandrine de Guibert, Œuvres dramatiques de Guibert : publiées par sa veuve sur les manuscrits et d'après les corrections de l'auteur, Paris, Persan & Cie, 1822 (lire en ligne)
- Écrits militaires : 1772-1790 (1977)
- attribué à Jacques-Antoine-Hippolyte de Guibert ou Pierre-Louis Ginguené, La Satyre des satyres, 1778. (lire en ligne)